# Tom Rees (aviateur)
Pour les articles homonymes, voir Rees.
Tom Rees, né le 30 juin 1895 à Sennybridge et mort le 17 septembre 1916 près de Marcoing, est un officier des forces armées britanniques qui a servi dans le Royal Flying Corps pendant la Première Guerre mondiale.

## Biographie
Rejoignant l'armée au début de l'année 1915, Rees a été promu au rang de lieutenant avant son 21e anniversaire et a finalement atteint le grade de capitaine le jour de sa mort.
Il a été tué le 17 septembre 1916 vers 11 h alors qu'il est en mission derrière les lignes ennemies. Volant comme observateur dans un avion Royal Aircraft Factory F.E.2, il a été abattu avec son pilote Lionel Morris par Manfred von Richthofen, l'as de l'aviation allemand qui fut plus tard connu comme le « Baron rouge ». Von Richthofen était alors nouvellement affecté au Jagdstaffel 2 commandé par Oswald Boelcke. Cette victoire a été la première des 80 créditées à von Richthofen.
Rees est enterré dans le cimetière de Villers-Plouich.